# Doombient.three
Doombient.three; Kalte Sterne is een muziekalbum van de Duitse band 'ramp. 'ramp is in te delen bij bands die de donkere industrial tak speelt van ambient: Doombient. Het album is een registratie van een liveconcert dat 'ramp gaf in het Planetarium van Bochum. Afgaand op de soloalbums van de twee musici zal de verdeling als volgt zijn:
- Stephen Parsick; de lage stroperige ondergrond, waarmee de oneindige en dreigende leegheid van het heelal wordt weergegeven; het aantal hertz is hier erg laag;
- Frank Makowski; de af en toe opduikende hogere tonen en echoes, die de stralende sterren in die onmetelijke leegheid weergeven, tonen met hogere frequentie (hoger hertz-aantal).

Het album is in kleine oplage van 100 stuks geperst, conform eerdere albums in de serie van totaal drie titels en was voor de daadwerkelijke uitgave al uitverkocht. De titel is ontleend aan een song van Einstürzende Neubauten, een pioniersband op het gebied van industrial:
"wir sind / kalte sterne / nach uns / kommt nichts mehr." (einstürzende neubauten – "kalte sterne")

## Composities
1. Before big bang
2. Pillars of creation
3. Quantum surge
4. Thriumph of entropy
5. Question unanswered